# Weddingstedt
Weddingstedt ist eine Gemeinde im Kreis Dithmarschen in Schleswig-Holstein.

## Geschichte
Wahrscheinlich war Weddingstedt in der Bauernrepublik Dithmarschen Treffpunkt der Bauern aus der Norderdöfft, dem nördlichen Teil der Bauernrepublik.
Nach dem Meldorfer Dom entstand hier die zweite Kirche der Region; sie wurde jedoch 1559 niedergebrannt, als Dithmarschen endgültig seine Unabhängigkeit verlor. Die danach wieder aufgebaute gebaute St.-Andreas-Kirche gehört immer noch zu den ältesten Kulturdenkmälern des Kreises.
Am 1. April 1934 wurde die Kirchspielslandgemeinde Weddingstedt aufgelöst. Alle ihre Dorfschaften, Dorfgemeinden und Bauerschaften wurden zu selbständigen Gemeinden/Landgemeinden, so auch ihr Hauptort Weddingstedt.
Am 1. Januar 1969 erfolgte die Eingliederung der bis dahin selbstständigen Gemeinden Borgholz und Weddinghusen in die Gemeinde Weddingstedt. Seither liegt die Einwohnerzahl zwischen etwa 1700 und etwa 2320 Einwohnern.
Die Bahnstrecke Hamburg–Westerland verläuft durch Weddingstedt. Bis Anfang der 1980er Jahre war in Weddingstedt auch ein Haltepunkt.
Die Gemeinde war bis zur Fusion mit dem Amt Kirchspielslandgemeinde Heide-Land zum 1. Januar 2008 Verwaltungssitz des Amtes Kirchspielslandgemeinde Weddingstedt.

## Geografie
Die Gemeinde Weddingstedt liegt auf der Geest, direkt am Marschrand. Sie besteht aus den Ortsteilen Borgholz, Waldstedt, Weddinghusen und Weddingstedt.

## Politik

### Gemeindevertretung
Bei der Kommunalwahl am 14. Mai 2023 wurden insgesamt 13 Sitze vergeben. Von diesen erhielten die Freien Wähler Weddingstedt sechs Sitze, die Kommunale Wählervereinigung vier Sitze und die SPD drei Sitze.

### Bürgermeister
Bürgermeister ist seit dem 19. Juni 2013 Dirk Haalck (FWW)

### Wappen
Blasonierung: „Geteilt von Rot und Silber. Oben ein durchgehendes silbernes Andreaskreuz, unten eine blaue Waage.“

## Wirtschaft und Infrastruktur
Heute wird Weddingstedt vor allem durch die Nähe zur Kreisstadt Heide geprägt. In Weddingstedt leben einerseits vergleichsweise viele Stadtpendler, zum anderen entstanden hier Gewerbegebiete, die von der Stadtnähe und der Anbindung an die Bundesautobahn 23 profitieren.

## Sehenswürdigkeiten

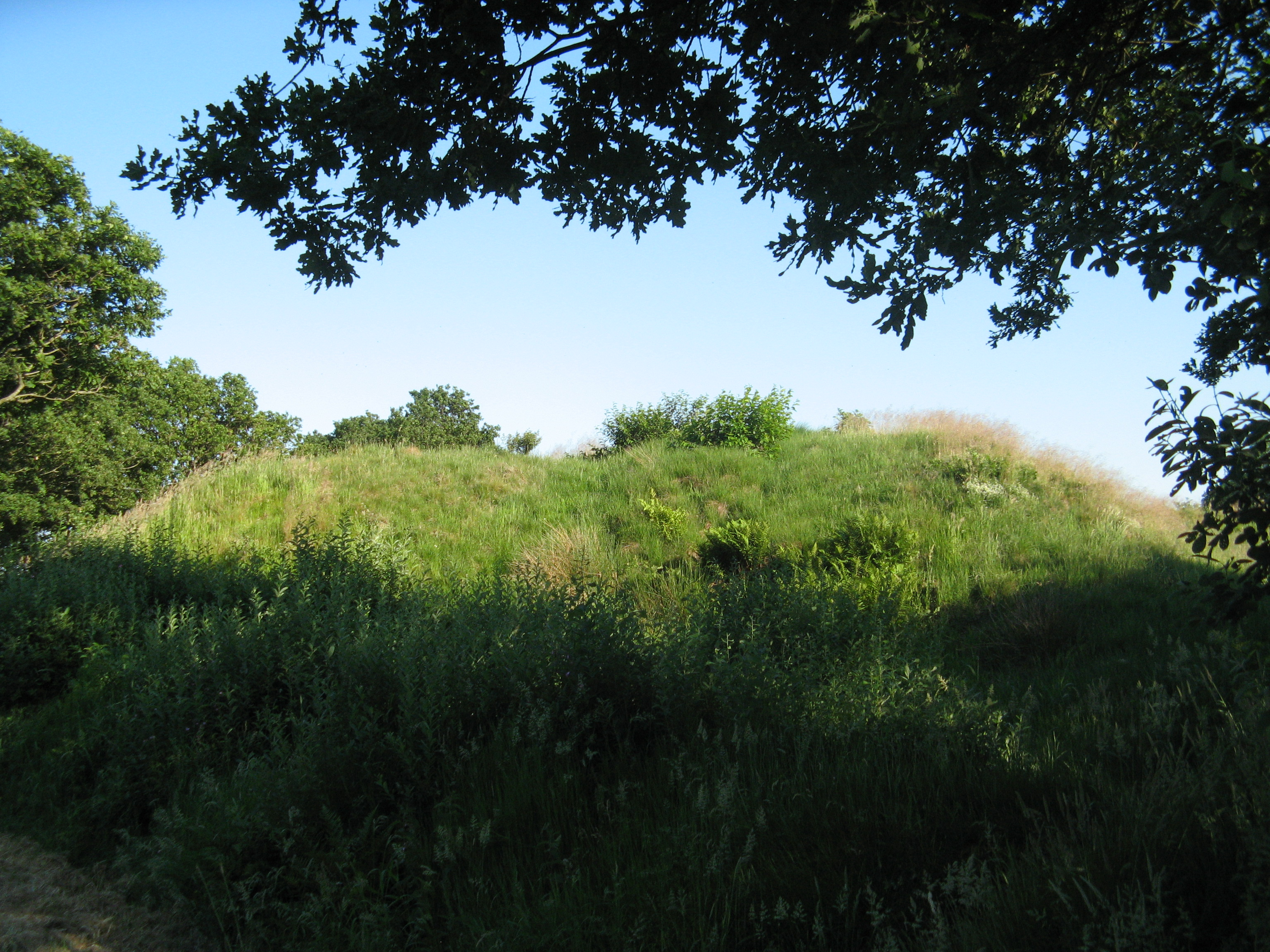
Stellerburg

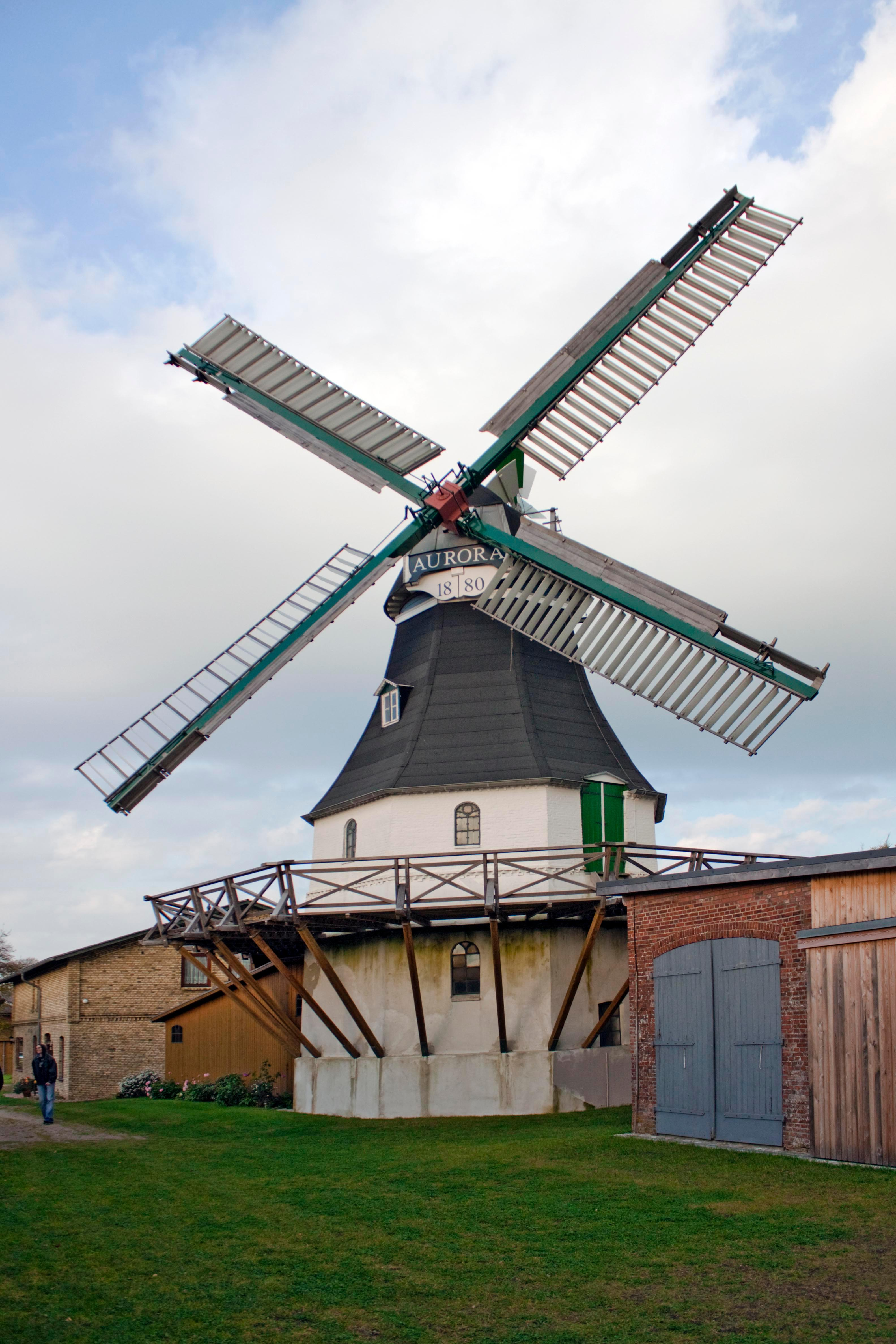
Zweistöckige Windmühle mit Jalousieflügeln

In der Liste der Kulturdenkmale in Weddingstedt stehen die in der Denkmalliste des Landes Schleswig-Holstein eingetragenen Kulturdenkmale, darunter die Windmühle Aurora. In Richtung Ostrohe befindet sich in einem Waldstück am Straßenrand das Hünengrab Steenoben. In Richtung Neuenkirchen liegt mitten in der Marsch die Stellerburg.